# Eliminatoria al Campeonato Sub-17 de la AFC 2000
La Eliminatoria al Campeonato Sub-17 de la AFC de 2000 contó con la participación de 39 selecciones infantiles de Asia en la lucha por 9 plazas para la fase final del torneo a disputarse en Vietnam junto al país anfitrión.

## Grupo 1
Los partidos se jugaron en Bosher, Omán del 27 al 31 de julio.
| País           | Pts | J | G | E | P | GF | GC |
| -------------- | --- | - | - | - | - | -- | -- |
| Omán           | 7   | 3 | 2 | 1 | 0 | 4  | 0  |
| Irak           | 4   | 3 | 1 | 1 | 1 | 6  | 3  |
| Arabia Saudita | 2   | 3 | 0 | 2 | 1 | 3  | 5  |
| UAE            | 2   | 3 | 0 | 2 | 1 | 2  | 7  |

| Equipo 1       | Resultado | Equipo 2       |
| -------------- | --------- | -------------- |
| Omán           | 0-0       | UAE            |
| Arabia Saudita | 1-1       | Irak           |
| UAE            | 2-2       | Arabia Saudita |
| Irak           | 0-2       | Omán           |
| Omán           | 2-0       | Arabia Saudita |
| Irak           | 5-0       | UAE            |

## Grupo 2
Los partidos se jugaron en Baréin del 20 al 24 de julio.
| País       | Pts                | J                  | G                  | E                  | P                  | GF                 | GC                 |
| ---------- | ------------------ | ------------------ | ------------------ | ------------------ | ------------------ | ------------------ | ------------------ |
| Kuwait     | 9                  | 3                  | 3                  | 0                  | 0                  | 10                 | 2                  |
| Tayikistán | 6                  | 3                  | 2                  | 0                  | 1                  | 6                  | 4                  |
| Baréin     | 3                  | 3                  | 1                  | 0                  | 2                  | 7                  | 7                  |
| Jordania   | 0                  | 3                  | 0                  | 0                  | 3                  | 3                  | 13                 |
| Yemen      | abandonó el torneo | abandonó el torneo | abandonó el torneo | abandonó el torneo | abandonó el torneo | abandonó el torneo | abandonó el torneo |

| Baréin | 2 - 3 | Tayikistán |

| Jordania | 1 - 6 | Kuwait |

| Baréin | 4 - 1 | Jordania |

| Tayikistán | 0 - 1 | Kuwait |

| Tayikistán | 3 - 1 | Jordania |

| Kuwait | 3 - 1 | Baréin |

## Grupo 3
Los partidos se jugaron en Terán, Irán del 23 de junio al 1 de julio.
| País       | Pts | J | G | E | P | GF | GC |
| ---------- | --- | - | - | - | - | -- | -- |
| Irán       | 12  | 4 | 4 | 0 | 0 | 23 | 1  |
| Catar      | 7   | 4 | 2 | 1 | 1 | 16 | 5  |
| Kazajistán | 7   | 4 | 2 | 1 | 1 | 15 | 11 |
| Líbano     | 3   | 4 | 1 | 0 | 3 | 9  | 13 |
| Kirguistán | 0   | 4 | 0 | 0 | 4 | 5  | 38 |

| Kazajistán | 1 - 1 | Catar |

| Irán | 11 - 1 | Kirguistán |

| Líbano | 2 - 4 | Catar |

| Irán | 8 - 0 | Kazajistán |

| Kirguistán | 2 - 9 | Kazajistán |

| Líbano | 0 - 2 | Irán |

| Catar | 11 - 0 | Kirguistán |

| Kazajistán | 5 - 0 | Líbano |

| Líbano | 7 - 2 | Kirguistán |

| Irán | 2 - 0 | Catar |

## Grupo 4
Los partidos se jugaron en Calcuta, India del 20 al 27 de junio.
| País      | Pts                | J                  | G                  | E                  | P                  | GF                 | GC                 |
| --------- | ------------------ | ------------------ | ------------------ | ------------------ | ------------------ | ------------------ | ------------------ |
| Bangladés | 7                  | 3                  | 2                  | 1                  | 0                  | 4                  | 2                  |
| India     | 6                  | 3                  | 2                  | 0                  | 1                  | 9                  | 1                  |
| Pakistán  | 2                  | 3                  | 0                  | 2                  | 1                  | 3                  | 9                  |
| Sri Lanka | 1                  | 3                  | 0                  | 1                  | 2                  | 1                  | 5                  |
| Bután     | abandonó el torneo | abandonó el torneo | abandonó el torneo | abandonó el torneo | abandonó el torneo | abandonó el torneo | abandonó el torneo |

| India | 6 - 0 | Pakistán |

| Sri Lanka | 0 - 1 | Bangladés |

| India | 3 - 0 | Sri Lanka |

| Bangladés | 2 - 2 | Pakistán |

| Bangladés | 1 - 0 | India |

| Pakistán | 1 - 1 | Sri Lanka |

## Grupo 5
Los partidos se jugaron en Kathmandu, Nepal del 10 al 14 de junio.
| País         | Pts | J | G | E | P | GF | GC |
| ------------ | --- | - | - | - | - | -- | -- |
| Nepal        | 9   | 3 | 3 | 0 | 0 | 15 | 3  |
| Uzbekistán   | 6   | 3 | 2 | 0 | 1 | 7  | 3  |
| Maldivas     | 3   | 3 | 1 | 0 | 2 | 5  | 14 |
| Turkmenistán | 0   | 3 | 0 | 0 | 3 | 6  | 13 |

| Turkmenistán | 0 - 3 | Uzbekistán |

| Nepal | 7 - 0 | Maldivas |

| Uzbekistán | 4 - 0 | Maldivas |

| Turkmenistán | 3 - 5 | Nepal |

| Maldivas | 5 - 3 | Turkmenistán |

| Nepal | 3 - 0 | Uzbekistán |

## Grupo 6
Los partidos se jugaron en Bangkok, Tailandia del 22 al 26 de mayo.
| País         | Pts | J | G | E | P | GF | GC |
| ------------ | --- | - | - | - | - | -- | -- |
| Tailandia    | 9   | 3 | 3 | 0 | 0 | 13 | 0  |
| Camboya      | 4   | 3 | 1 | 1 | 1 | 6  | 3  |
| Hong Kong    | 4   | 3 | 1 | 1 | 1 | 5  | 5  |
| China Taipéi | 0   | 3 | 0 | 0 | 3 | 0  | 14 |

| Tailandia | 5 - 0 | China Taipéi |

| Hong Kong | 1 - 1 | Camboya |

| Tailandia | 4 - 0 | Camboya |

| China Taipéi | 0 - 4 | Hong Kong |

| Hong Kong | 0 - 4 | Tailandia |

| Camboya | 5 - 0 | China Taipéi |

## Grupo 7
Los partidos se jugaron en Seúl, Corea del Sur del 23 al 27 de mayo.
| País          | Pts | J | G | E | P | GF | GC |
| ------------- | --- | - | - | - | - | -- | -- |
| China         | 7   | 3 | 2 | 1 | 0 | 33 | 2  |
| Corea del Sur | 7   | 3 | 2 | 1 | 0 | 30 | 2  |
| Brunéi        | 3   | 3 | 1 | 0 | 2 | 6  | 27 |
| Mongolia      | 0   | 3 | 0 | 0 | 3 | 0  | 38 |

| China | 19 - 0 | Mongolia |

| Corea del Sur | 15 - 0 | Brunéi |

| Brunéi | 0 - 12 | China |

| Mongolia | 0 - 13 | Corea del Sur |

| Brunéi | 6 - 0 | Mongolia |

| Corea del Sur | 2 - 2 | China |

## Grupo 8
Los partidos se jugaron en Nagoya, Japón del 21 al 25 de junio.
| País      | Pts | J | G | E | P | GF | GC |
| --------- | --- | - | - | - | - | -- | -- |
| Japón     | 9   | 3 | 3 | 0 | 0 | 33 | 2  |
| Indonesia | 6   | 3 | 2 | 0 | 1 | 15 | 16 |
| Singapur  | 3   | 3 | 1 | 0 | 2 | 14 | 12 |
| Filipinas | 0   | 3 | 0 | 0 | 3 | 1  | 33 |

| Indonesia | 6 - 4 | Singapur |

| Japón | 16 - 0 | Filipinas |

| Indonesia | 8 - 1 | Filipinas |

| Japón | 6 - 1 | Singapur |

| Filipinas | 0 - 9 | Singapur |

| Indonesia | 1 - 11 | Japón |

## Grupo 9
Los partidos se jugaron en Yangón, Myanmar del 8 al 12 de junio.
| País    | Pts | J | G | E | P | GF | GC |
| ------- | --- | - | - | - | - | -- | -- |
| Myanmar | 9   | 3 | 3 | 0 | 0 | 30 | 1  |
| Malasia | 6   | 3 | 2 | 0 | 1 | 18 | 3  |
| Laos    | 3   | 3 | 1 | 0 | 2 | 24 | 4  |
| Guam    | 0   | 3 | 0 | 0 | 3 | 0  | 64 |

| Laos | 1 - 2 | Malasia |

| Myanmar | 26 - 0 | Guam |

| Malasia | 1 - 2 | Myanmar |

| Guam | 0 - 23 | Laos |

| Myanmar | 2 - 0 | Laos |

| Guam | 0 - 15 | Malasia |

## Clasificados
| - Omán - Kuwait - Irán - Bangladés - Nepal | - Tailandia - China - Japón - Myanmar - Vietnam (anfitrión) |